# Megalagrion williamsoni
Megalagrion williamsoni är en trollsländeart som först beskrevs av Robert Cyril Layton Perkins 1910.
Megalagrion williamsoni ingår i släktet Megalagrion och familjen dammflicksländor. Inga underarter finns listade i Catalogue of Life.